# 1900년 하계 올림픽 네덜란드 선수단
네덜란드는 1900년 프랑스 파리에서 개최된 제2회 하계 올림픽에 선수단을 파견했다.. 6개 종목에 선수 29명이 참가하였다.

## 메달 집계

### 종목별 참가 선수 및 메달 집계
| 종목 | 참가 선수 | 1 | 2 | 3 | 합계 |
| 육상 | 1         |   |   |   | 0    |
| 사격 | 8         |   |   | 1 | 1    |
| 수영 | 4         | 0 | 0 | 1 | 1    |
| 양궁 | 6         |   |   |   | 0    |
| 조정 | 13        | 1 | 1 | 1 | 3    |
| 펜싱 | 11        |   |   |   | 0    |
| 합계 | 29        | 1 | 1 | 3 | 5    |

### 메달리스트
| 메달 | 이름 | 종목 | 세부 종목                | 날짜        |
| ---- | --- | ---- | ------------------------ | ----------- |
|      | 모리스 라루이 | 사격 | 남자 25m 속사권총        | 8월 4일 --> |
|      | 요하네스 테르보흐트 쿤라트 히벤달 파울 로트세이 헤르마뉘스 브로크만 헤르트 로트세이                                                                      | 조정 | 유타포어                 | 8월 26일    |
|      | 디르크 부스트 힙스 솔코 판 던 베르그 안토니 스버이스 안토니위스 바우언스 헨릭 실렘                                                                       | 사격 | 남자 50m 자유권총 단체전 | 8월 1일     |
|      | 요하네스 드로스트 | 수영 | 남자 200m 배영           | 8월 12일    |
|      | 룰로프 클레인 뤼르트 레흐스트라 발터르 미델베르흐 발터르 테이센 요하네스 판 데이크 프랑수아 브란트 헤르마우스 브록만 헨드릭 오페르하우스 헨리퀴스 트롬프 | 조정 | 남자 에이트              | 8월 26일    |

## 사격
소총
| 선수                                                                                | 세부 종목            | 점수 | 순위 |
| 마르퀴스 라번스바이지                                                               | 300m 자유소총 복사   | 303  | 14   |
| 마르퀴스 라번스바이지                                                               | 300m 자유소총 슬사   | 306  | 5    |
| 마르퀴스 라번스바이지                                                               | 300m 자유소총 입사   | 272  | 14   |
| 마르퀴스 라번스바이지                                                               | 300m 자유소총 3자세  | 881  | 9    |
| 솔코 판 던 베르그                                                                   | 300m 자유소총 복사   | 292  | 20   |
| 솔코 판 던 베르그                                                                   | 300m 자유소총 슬사   | 274  | 20   |
| 솔코 판 던 베르그                                                                   | 300m 자유소총 입사   | 239  | 26   |
| 솔코 판 던 베르그                                                                   | 300m 자유소총 3자세  | 805  | 27   |
| 안토니위스 바우언스                                                                 | 300m 자유소총 복사   | 278  | 26   |
| 안토니위스 바우언스                                                                 | 300m 자유소총 슬사   | 296  | 11   |
| 안토니위스 바우언스                                                                 | 300m 자유소총 입사   | 238  | 28   |
| 안토니위스 바우언스                                                                 | 300m 자유소총 3자세  | 812  | 25   |
| 윌케커 푸르만                                                                       | 300m 자유소총 복사   | 312  | 8    |
| 윌케커 푸르만                                                                       | 300m 자유소총 슬사   | 303  | 6    |
| 윌케커 푸르만                                                                       | 300m 자유소총 입사   | 261  | 22   |
| 윌케커 푸르만                                                                       | 300m 자유소총 3자세  | 876  | 14   |
| 헨릭 실렘                                                                           | 300m 자유소총 복사   | 317  | 6    |
| 헨릭 실렘                                                                           | 300m 자유소총 슬사   | 281  | 19   |
| 헨릭 실렘                                                                           | 300m 자유소총 입사   | 249  | 25   |
| 헨릭 실렘                                                                           | 300m 자유소총 3자세  | 847  | 18   |
| 마르퀴스 라번스바이지 솔코 판 던 베르그 안토니위스 바우언스 윌케커 푸르만 헨릭 실렘 | 300m 자유소총 단체전 | 4221 | 5    |

권총
| 선수                                                                               | 세부 종목           | 점수 | 순위 |
| 디르크 부스트 힙스                                                                 | 50m 자유권총        | 437  | 6    |
| 솔코 판 던 베르그                                                                  | 50m 자유권총        | 331  | 18   |
| 안토니 스버이스                                                                    | 50m 자유권총        | 310  | 20   |
| 안토니위스 바우언스                                                                | 50m 자유권총        | 390  | 15   |
| 헨릭 실렘                                                                          | 50m 자유권총        | 408  | 12   |
| 디르크 부스트 힙스 솔코 판 던 베르그 안토니 스버이스 안토니위스 바우언스 헨릭 실렘 | 50m 자유권총 단체전 | 1876 | 3    |

## 수영
| 선수                      | 세부 종목    | 예선      | 예선 | 결선      | 결선      |
| 선수                      | 세부 종목    | 기록      | 순위 | 기록      | 순위      |
| 에두아르드 메이어르       | 4000m 자유형 | 1:17:55.4 | 2 q  | 1:16:37.2 | 5         |
| 요하네스 드로스트         | 200m 배영    | 3:10.2    | 2 q  | 3:01.0    | 3         |
| 요하네스 블루먼           | 200m 배영    | 3:09.2    | 1 Q  | 3:02.2    | 4         |
| 허르만 알렉산더르 더 베이 | 200m 자유형  | 3:10.4    | 2    | 진출 못함 | 진출 못함 |

## 양궁
6명의 네덜란드 선수가 양궁 종목에 참가했다. 하지만 네덜란드 선수는 아무도 메달을 획득하지 못했고, 이로 인해 네덜란드 선수 명단에 대한 기록이 없는 상태이다. 네덜란드 선수는 쉬르 라 페르슈 아 라 에르스 종목과 쉬르 라 페르슈 아 라 피라미드 종목에 참가하였다. 하지만 모두 6명의 선수가 참가했을 뿐, 각 세부 종목에 몇 명의 선수가 참가했는지는 알 수 없다.

## 요트
| 선수                                                      | 종목   | 요트     | 제1경기 | 제1경기 | 제2경기 | 제2경기 | 제3경기 | 제3경기 | 최종 순위 | 최종 순위 |
| 선수                                                      | 종목   | 요트     | 기록    | 순위    | 기록    | 순위    | 기록    | 순위    | 점수      | 순위      |
| --------------------------------------------------------- | ------ | -------- | ------- | ------- | ------- | ------- | ------- | ------- | --------- | --------- |
| 아리 반 더르 벨던 헨리퀴스 스물터르스 흐리스토펠 호이카스 | 10t급  | Mascotte |         |         | 4:46:36 | 4       |         |         | 4         | 4         |
| 아리 반 더르 벨던 헨리퀴스 스물터르스 흐리스토펠 호이카스 | 자유형 | Mascotte | -       | DNF     |         |         |         |         | DNF       | DNF       |

## 조정
| 선수 | 세부 종목 | 예선   | 예선 | 준결선 | 준결선 | 결선   | 결선 |
| 선수 | 세부 종목 | 기록   | 순위 | 기록   | 순위   | 기록   | 순위 |
| 룰로프 클레인 뤼르트 레흐스트라 발터르 미델베르흐 발터르 테이센 요하네스 판 데이크 프랑수아 브란트 헤르마우스 브록만 헨드릭 오페르하우스 헨리퀴스 트롬프 | 에이트    | 4:59.2 | 1 Q  |        |        | 6:23.0 | 3    |
| 룰로프 클레인 프랑수아 브란트 허르마뉘스 브록만 불명 | 유타페어  | 6:56.0 | 2 Q  |        |        | 7:34.2 | 1    |
| 요하네스 테르보흐트 쿤라트 히벤달 파울 로트세이 헤르마뉘스 브로크만 헤르트 로트세이                                                                      | 유타포어  | 6:02.0 | 1 Q  |        |        | 6:03.0 | 2    |

## 펜싱
| 선수                       | 세부 종목   | 예선 | 예선 | 예선 | 준준결선 | 준준결선 | 준준결선 | 패자부활전 | 패자부활전 | 패자부활전 | 준결선    | 준결선    | 준결선    | 순위 결정전 | 순위 결정전 | 순위 결정전 | 결선      | 결선      | 결선      |
| 선수                       | 세부 종목   | 승   | 패   | 순위 | 승       | 패       | 순위     | 승         | 패         | 순위       | 승        | 패        | 순위      | 승          | 패          | 순위        | 승        | 패        | 순위      |
| 안토니위스 판 니위벤하위젠 | 마스터 에페 | 불명 | 불명 | 불명 |          |          |          |            |            |            | 진출 실패 | 진출 실패 | 진출 실패 |             |             |             | 진출 실패 | 진출 실패 | 진출 실패 |

## 비공식 종목

### 요트
| 선수                                                      | 종목  | 제1경기 | 제1경기 | 제2경기 | 제2경기 | 최종 순위 |
| 선수                                                      | 종목  | 기록    | 순위    | 기록    | 순위    | 최종 순위 |
| --------------------------------------------------------- | ----- | ------- | ------- | ------- | ------- | --------- |
| 아리 반 더르 벨던 헨리퀴스 스물터르스 흐리스토펠 호이카스 | 10t급 | 불명    | 2       |         |         | 2         |

## 참고 자료
- Mallon, Bill (1998). 《The 1900 Olympic Games, Results for All Competitors in All Events, with Commentary》. Jefferson, North Carolina: McFarland & Company, Inc., Publishers. ISBN 0-7864-0378-0.
- “Netherlands:1900 Olympic Results”. sports-reference.com. 2009년 2월 12일에 원본 문서에서 보존된 문서. 2010년 4월 18일에 확인함.